# Košetice (Líšťany)
Košetice (německy Koschowitz) jsou vesnice, část obce Líšťany v jihozápadní části okresu Plzeň-sever v Plzeňském kraji. Katastrální území zaujímá 795 ha.

## Historie
Ves je poprvé připomínána roku 1115 jako součást majetku benediktinského kláštera v Kladrubech.
U vesnice býval malý černouhelný důl Antonín, který od původního majitele Antonína Krejsy koupily Montanní a průmyslové závody rodu Starcků. V hloubce do 36 metrů se v něm těžila přibližně 40 centimetrů mocná sloj. V roce 1918 se v dole vytěžilo 106 tun uhlí (všechno uhlí bylo spotřebováno přímo v dole), o rok později těžba stoupla na 1 548,5 tuny a roku 1920 asi na 3 176 tun. Během uvedených let v dole pracovalo šestnáct až 38 horníků.

## Přírodní poměry
Ves leží tři kilometry jižně od Všerub a pět kilometrů severozápadně od Města Touškov na soutoku Čeminského a Košetického potoka stranou hlavních silničních tahů.
Košetice sousedí na jihovýchodě dál po proudu potoka s Čeminy, na jihozápadě s Újezdem nade Mží a Pískem, na severozápadě s Líšťany a Hunčicemi. Na sever od vsi proti proudu Košetického potoka se nachází zbytky hradu Frumštejn.

## Obyvatelstvo
| Rok            | 1869 | 1880 | 1890 | 1900 | 1910 | 1921 | 1930 | 1950 | 1961 | 1970 | 1980 | 1991 | 2001 | 2011 | 2021 |
| -------------- | ---- | ---- | ---- | ---- | ---- | ---- | ---- | ---- | ---- | ---- | ---- | ---- | ---- | ---- | ---- |
| Počet obyvatel | 190  | 164  | 153  | 142  | 148  | 157  | 147  | 86   | 71   | 37   | 24   | 8    | 12   | 39   | 69   |
| Počet domů     | 29   | 29   | 27   | 28   | 28   | 28   | 29   | 29   | 29   | 9    | 8    | 19   | 21   | 26   | 33   |

## Obecní správa
Při sčítání lidu v letech 1869–1950 Košetice byly samostatnou obcí, se kterým patřily nejprve do okresu Stříbro, ale v roce 1950 v okrese Plzeň-okolí. V letech 1961–1976 byly částí obce Hunčice v okrese Plzeň-sever. Od 30. dubna 1976 jsou částí obce Líšťany v okrese Plzeň-sever.